# Barca (folyó)
A Barca (románul Bârsa, németül Burzen vagy Burzenbach) egy folyó Romániában, Erdély délkeleti részén, a Barcaságban. Nevezik Nagy-Barcának is (Bârsa Mare), hogy megkülönböztessék Kis-Barca (Bârsa Mică) mellékvizétől. Hossza 68,4 km (így ez a Barcaság leghosszabb folyója), főbb települések a folyó mentén Zernest, Szászvolkány, Vidombák, Feketehalom.

## Elnevezése
Neve a szláv „brza” azaz gyors melléknévből ered, és innen származik a Barcaság neve is.

## Vízrajza
Hét havasi folyó egyesüléséből keletkezik, melyek a Barcaság délnyugati részén emelkedő kristályos hegyekből erednek. Ezek közül a fő forrás a Bârsa Groșetului, amely a Fogarasi-havasokban található Komisz-(Comisului-)csúcs (1884 m) közelében ered, és a 850 méter magasan álló Plaiul Foii erdészháznál egyesül a Királykő-hegységből lesiető Bârsa Tămașului-jal, létrehozva a Barca folyót. A Barca lennebb magába fogadja a Bârsa lui Bucur és Bârsa Fierului bal oldali mellékvizeket, majd Zernestnél a Zernesti-szorosnál keletkező Râul Maret. A folyó itt még tiszta, egy 1934-es monográfia szerint még pisztrángok is éltek benne és vizét aranyra festették a kristályos kőzetek csillámpelyhei, azonban Zernest alatt már igen szennyezett.
Ótohánnál egyesül a Törcs-patakkal (râul Turcului), a Törcsvári-szoros északi részének fő vízgyűjtőjével, majd Barcarozsnyótól nyugatra a Szohodol-környéki vizeket levezető Sohodol patakkal. Innentől 10 kilométeren keresztül a diluviális rozsnyói völgyön folyik keresztül. Ezen a szakaszon nincs egyetlen mellékfolyója sem; a környező magaslatok vizei a Barca helyett a Homoródba ömlenek. A Barca Vidombák és Feketehalom között ér ki a Barcaság síkságára, ahol több patakot (közöttük a Vidombákot és a botfalusi cukorgyár csatornáit) fogad magába, majd végül Barcaföldvártól két kilométerre az Oltba ömlik.

## Helytörténet
1517-ben a szászvolkányi, feketehalmi és höltövényi szászok egy 5 kilométer hosszú csatornát ástak (Neugraben, mai román neve Vulcănița), hogy egy duzzasztón keresztül a Barca vizét az említett települések felé vezessék és ott fűrész- és vízimalmokat üzemeltessenek. Alacsony vízállás esetén a duzzasztómű a Barca teljes vízmennyiségét a csatornába kényszeríti, így a folyómeder fennmaradó része ilyenkor kiszárad.
Az 1533-as nagy árvizek során kiöntött és irányt változtatott; 1534-ben Botfalu, Barcaszentpéter, Höltövény és Szászhermány lakosai együttesen dolgoztak a folyó medrének szabályozásán.
A Barca völgyében már 1641-ben vasbányászat folyt, ez azonban a 19. századra megszűnt. 1852-ben Zernesten papírmalmot létesítettek, mely a Barca vizét használta (és nagymértékben hozzájárult a víz szennyezéséhez).

## Érdekességek
Alfred Prox véleménye szerint Brassó címerében a korona alatt nem gyökér, hanem a Barca folyó stilizált vízrajza látható.